# Xã Melrose, Quận Grundy, Iowa
Xã Melrose (tiếng Anh: Melrose Township) là một xã thuộc quận Grundy, tiểu bang Iowa, Hoa Kỳ. Năm 2010, dân số của xã này là 227 người.